# Nurafshon
Nurafshon (en ouzbek : Nurafshon) est une petite ville de la province de Tachkent, en Ouzbékistan. Elle est située à 30 km au sud de Tachkent. Sa population est estimée à 21 000 habitants.

## Histoire
Deux ossuaires datant de la période du zoroastrisme, soit du XIe siècle, aujourd'hui préservés dans un musée à Samarcande.

## Économie
L’économie de Toytepa est basée sur de nombreuses fabriques de textile (coton principalement) qui sont pour la plupart des entreprises conjointes ouzbéko-sudcoréennes. La région exploite également des mines du fluorine, source de fluor.